# Condado de Tioga (Pensilvania)
El condado de Tioga es un condado ubicado en el estado de Pensilvania. En 2000, su población era de 41.373 habitantes. El condado de Tioga fue fundado en 1804 a partir de parte del condado de Lycoming. Su sede está en Wellsboro.

## Geografía

### Condados adyacentes
- Condado de Steuben (Nueva York) (norte)
- Condado de Chemung (Nueva York) (noreste)
- Condado de Bradford (este)
- Condado de Lycoming (sur)
- Condado de Potter (oeste)

## Demografía
Según el censo de 2000, el condado cuenta con 41.373 habitantes, 15.925 hogares y 11.195 familias residentes. La densidad de población es de 14 hab/km² (36 hab/mi²). Hay 19.893 unidades habitacionales con una densidad promedio de 7 u.a./km² (18 u.a./mi²). La composición racial de la población del condado es 98,11% Blanca, 0,60% Afroamericana o Negra, 0,23% Nativa americana, 0,30% Asiática, 0,01% De las islas del Pacífico, 0,14% de Otros orígenes y 0,61% de dos o más razas. El 0,52% de la población es de origen Hispano o Latino cualquiera sea su raza de origen.
De los 15.925 hogares, en el 30,40% de ellos viven menores de edad, 57,80% están formados por parejas casadas que viven juntas, 8,60% son llevados por una mujer sin esposo presente y 29,70% no son familias. El 24,40% de todos los hogares están formados por una sola persona y 11,30% de ellos incluyen a una persona de más de 65 años. El promedio de habitantes por hogar es de 2,48 y el tamaño promedio de las familias es de 2,93 personas.
El 23,70% de la población del condado tiene menos de 18 años, el 10,60% tiene entre 18 y 24 años, el 25,40% tiene entre 25 y 44 años, el 24,20% tiene entre 45 y 64 años y el 16,00% tiene más de 65 años de edad. La mediana de la edad es de 38 años. Por cada 100 mujeres hay 95,90 hombres y por cada 100 mujeres de más de 18 años hay 92,80 hombres.

## Localidades

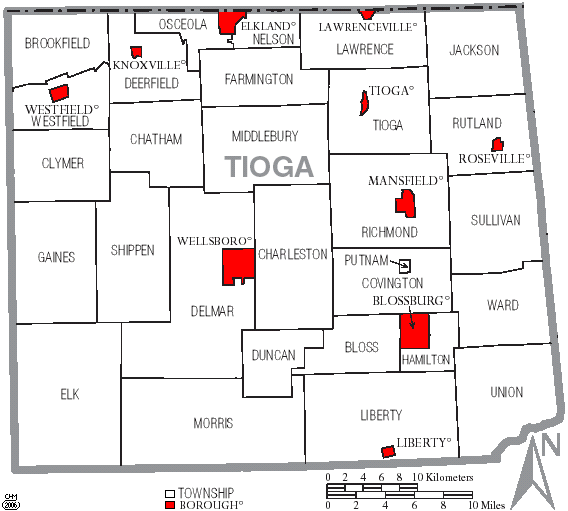
Mapa del condado con los boroughs en rojo y los municipios en blanco.

### Boroughs
Blossburg |
Elkland |
Knoxville |
Lawrenceville |
Liberty |
Mansfield |
Roseville |
Tioga |
Wellsboro |
Westfield 

### Municipios
Bloss |
Brookfield |
Charleston |
Chatham |
Clymer |
Covington |
Deerfield |
Delmar |
Duncan |
Elk |
Farmington |
Gaines |
Hamilton |
Jackson |
Lawrence |
Liberty |
Middlebury |
Morris |
Nelson |
Osceola |
Putnam |
Richmond |
Rutland |
Shippen |
Sullivan |
Tioga |
Union |
Ward |
Westfield 

### Lugares designados por el censo
Arnot

### Áreas no incorporadas
Fall Brook |
Millerton 